# Laura Johnson
Pour les articles homonymes, voir Johnson.
Laura Johnson est une actrice américaine née le 1er août 1957 à Burbank, Californie.

## Biographie
Elle a joué le rôle de Terry Ranson dans 80 épisodes de la série télévisée Falcon Crest.

### Vie privée
Elle a été mariée à l'acteur Harry Hamlin de 1985 à 1989.

## Filmographie
- 1977 : Beyond Reason : Leslie Valentine
- 1977 : Opening Night : Nancy Stein
- 1981 : Saigon 68 (Fly Away Home) (TV)
- 1984 : Rick Hunter (série télévisée) : Sgt.Valerie Foster (saison 3, épisode 6)
- 1985 : Terreur froide (Chiller) (TV) : Leigh Kenyon
- 1988 : Heartbeat (TV) : Dr Eve Autrey / Calvert
- 1988 : La Rivière rouge (Red River) (TV)
- 1989 : Christine Cromwell: Things That Go Bump in the Night (TV) : Olivia Garretson
- 1991 : Fatal Instinct : Catherine Merrims
- 1991 : Murderous Vision (TV) : Elizabeth
- 1993 : Deadly Exposure : Rita Sullivan
- 1993 : Der blaue Diamant (de) (TV) : Wendy Hill
- 1993 : Paper Hearts : Patsy
- 1993 : Marked for Murder (TV) : Dr Jean Horton
- 1993 : Trauma : Grace Harrington
- 1993 : Red Shoe Diaries 2: Double Dare (vidéo) : Diane (segment "Double Dare")
- 1995 : Menaces dans la nuit (Awake to Danger) (TV) : Renee McAdams
- 1996 : Judge and Jury : Grace Silvano
- 1997 : Mr. Atlas : Teddie Nielsen
- 1998 : Born Free (série télévisée) : Kate (unknown episodes, 1998-1999)
- 1999 : L'Histoire de Sonny et Cher (And the Beat Goes On: The Sonny and Cher Story) (TV) : Georgia LaPierre
- 1999 : California Myth : Angie
- 2004 : Scandale à Hollywood (The Hollywood Mom's Mystery) (TV) : Francine Palumbo
- 2004 : Hope Ranch (en) (Hope Ranch) (TV) : Sam Brooks
- 2004 : Une leçon de courage (The Long Shot) (TV) : Bonnie McCloud
- 2005 : Red Eye : Sous haute pression (Red Eye) : Blonde Woman
- 2006 : Earl (My name is Earl) - Saison 1, épisode 22 : Capitaine Daniels
- 2009 : Monk - Saison 8, épisode 2 : Carolyn Buxton
- 2009 : Fame : La mère d'Alice